# Crinodes besckei
Crinodes besckei är en fjärilsart som beskrevs av Jacob Hübner 1824. Crinodes besckei ingår i släktet Crinodes och familjen tandspinnare. Inga underarter finns listade i Catalogue of Life.